# 浦壁多恵
浦壁 多恵（うらかべ たえ、Tae Urakabe、1976年6月16日 - ）は、東京都出身のミュージカル女優・歌手である。
1993年に「南青山少女歌劇団」第三期生として入り、1995年に卒団するまで続ける。
過去に株式会社ジェー・ピー・スターチャイルドレコードに所属。
【ユニット】
★Mizuki＆Tae （稲田みづ紀、浦壁多恵）有名Jポップからミュージカル曲まで何でも歌いこなす。二人のアレンジによる息の合ったハーモニーが人気。
★Cross4 （小西のりゆき、真樹めぐみ、角川裕明、浦壁多恵）実力派４人による大人な魅力のコーラスユニット。歌だけではなく、ライブでのトークもとても好評。

## 人物
身長150cm。A型。ニックネームは「かべちゃん」など。
モットーは「なりたい未来をイメージすること！」で、趣味は愛犬（シェリー / ルーシー(-2009)）と遊ぶ・朝ご飯を作る・甘いものを食べる・歌う・ドライブ・カフェ・海を見る・ゾーンセラピー・めん棒ダイエットなど。音域は「下A－上ハイC」がでる。

## 作品

### シングル
- Azurite（2007年5月23日発売／KICM-3149）
テレビアニメ『ヒロイック・エイジ』（テレビ東京他）エンディング主題歌

| #  | タイトル                              | 作詞     | 作曲     | 編曲     |
| -- | ------------------------------------- | -------- | -------- | -------- |
| 1. | 「Azurite」                           | SHUMA    | YUPA     | YUPA     |
| 2. | 「Starry heavens」                    | 村野直球 | 牧野信博 | 牧野信博 |
| 3. | 「Azurite」(off vocal version)        |          | YUPA     | YUPA     |
| 4. | 「Starry heavens」(off vocal version) |          | 牧野信博 | 牧野信博 |

### アルバム
- TRUE GATE（2007年9月21日発売／KICS-1333）
初回限定盤（KICS-91333）のDVDには「Azurite」のMVと「密着90日！〜浦壁多恵の素顔〜」と題したドキュメンタリー映像が収録されている。

| #  | タイトル                   | 作詞         | 作曲     | 編曲     |
| -- | -------------------------- | ------------ | -------- | -------- |
| 1. | 「TRUE GATE」              | FLAT5th RICO | MIZUKI   | MIZUKI   |
| 2. | 「Will 〜瞳の奇跡〜」      | FLAT5th RICO | MIZUKI   | MIZUKI   |
| 3. | 「ソレイユ」               | 椎名可憐     | YUPA     | YUPA     |
| 4. | 「未来地図」               | 椎名可憐     | YUPA     | YUPA     |
| 5. | 「Shiosai」                | 村野直球     | 牧野信博 | 牧野信博 |
| 6. | 「Starry heavens」         | 村野直球     | 牧野信博 | 牧野信博 |
| 7. | 「Azurite 〜True grace〜」 | SHUMA        | YUPA     | 牧野信博 |

### コンピレーション
- 『やわらか三国志 突き刺せ!! 呂布子ちゃん』オリジナルサウンドトラック（2007年12月26日発売）
  - Doki!（OVA「やわらか三国志 突き刺せ！！呂布子ちゃん」オープニング主題歌[2]）
作詞：椎名可憐、作曲：住吉中、編曲：YUPA
  - OH MY FRIEND! 〜輝き続けて〜（OVA「やわらか三国志 突き刺せ！！呂布子ちゃん」エンディング主題歌[2]）
作詞：FLAT5th Rico、作曲・編曲：高橋菜々

### 参加作品
- 角松敏生『Breath From The Season 2018〜Tribute to TOKYO ENSEMBLE LAB〜』（2018年4月25日発売）

## 出演

### ライブ
- 『STARCHILD DREAM in KOBE 2007』（2007年・神戸文化ホール）

### 舞台
- 『輝く瞬間を止めないで』など（1993年-1995年・日本青年館/パルテノン多摩）他

- 『パジャマゲーム』（1997年・麻生音楽祭 麻生市民会館）

- 『ゴスペル＆ミュージカル コーラスユニット 〜Happy go lucky〜』（1997年・新潟小出郷文化会館）
- 『For Girl』（1998年・STEPS）
- 『クリスマス・ボックス』（2001年・青山劇場）

- 『とってもゴースト』（2002年・松本文化会館など）
- 『ひめゆり』ゆき役（2002年・ミュージカル座 東京芸術劇場中ホール）

- 『レ・ミゼラブル』アンサンブルキャスト（2003年・帝国劇場）

- 『レ・ミゼラブル』アンサンブルキャスト（2004年・博多座）
- 『ひめゆり』ゆき役（2004年・ミュージカル座 東京芸術劇場中ホール）
- 『レ・ミゼラブル in コンサート』アンサンブルキャスト（2004年・東京芸術劇場中ホール）
- 『レ・ミゼラブル』アンサンブルキャスト（2005年・帝国劇場/梅田芸術劇場）
- 『ひめゆり』ゆき役（2005年・ミュージカル座 東京芸術劇場中ホール）
- 『山彦ものがたり』（2005年・韓国ソウル 他）
- 『レ・ミゼラブル』アンサンブルキャスト（2006年・中日劇場/日生劇場）
- 『アイ・ハヴ・ア・ドリーム』フィリス役（2006年・ミュージカル座 博品館劇場）
- 『山彦ものがたり』（2006年・関東近郊学校公演）
- 『バリケーズ・ライブ』（2006年・品川プリンス クラブeX）
- 『母さん』（2007年・全国公演）
- 『山彦ものがたり』（2007年・全国公演）
- 『ルルドの奇跡』主役 ベルナデット役（2008年・ミュージカル座 シアター1010）
- 『春のめざめ』テーア役（2009年・劇団四季 JR東日本アートセンター自由劇場）
- 『ひめゆり』ゆき役（2010年・ミュージカル座 シアター1010）
- 『わだつみのこえ』（2011年・ミュージカル座 博品館劇場）
- 『舞台 蒼穹のファフナー FACT AND RECOLLECTION』皆城乙姫役（2011年・池袋シアターグリーン BIG TREE THEATER）
- 『ひめゆり』ゆき役（2012年・ミュージカル座 シアター1010）
- 『わだつみのこえ』（2012年・ミュージカル座 博品館劇場）
- 『音楽劇 蒼穹のファフナー』皆城乙姫役（2012年・博品館劇場）
- 『s i g n ～ サイン ～ 』（2013年・ミュージカル座 シアター風姿花伝）
- 『ルルドの奇跡』主役 ベルナデット役（2016年・ミュージカル座 シアター1010）
- 『ロザリー 』主役 ロザリー役（2016年・ミュージカル座 六行会ホール）
- 『マザー・テレサ 愛のうた 』テレーズ / ジャクリーヌ 二役（2017年・ミュージカル座 シアター1010）
- 『何処へ行く』エウニケ役（2019年・ミュージカル座 シアター1010）
- 『平和な星』（2024年・IMAホール）[3]

### テレビ
- 「夜もヒッパレ一生けんめい」（1994年・日本テレビ）
- 「華麗にAh!so」（1995年・テレビ朝日）
- 「☆やっぱり!☆ アニソン大好き!!〜歌姫からの夢の贈り物〜」（2007年10月・サンテレビ）

### コマーシャル
- 「写ルンです」（1997年・富士フイルム）